# Valframbert
Valframbert è un comune francese di 1 620 abitanti situato nel dipartimento dell'Orne nella regione della Normandia.

## Società

### Evoluzione demografica
Abitanti censiti